# Jeux parapanaméricains de 2015
Navigation
Édition précédente Édition suivante
Les Jeux parapanaméricains de 2015 sont la cinquième édition des Jeux parapanaméricains, compétition multisports réservée aux athlètes handisports des Amériques. Ces Jeux se tiennent du 7 au 14 août 2015 à Toronto, au Canada, quelques jours après les Jeux panaméricains de 2015 qui se déroulent dans la même ville.
Toronto se voit attribuer l'organisation conjointe des Jeux panaméricains de 2015 et des Jeux parapanaméricains de 2015 le 6 novembre 2009 par l'Organisation sportive panaméricaine (PASO) à Guadalajara. Deux autres villes étaient candidates à cette organisation : Lima au Pérou et Bogota en Colombie. Le vote des 51 membres du PASO donne 33 voix pour Toronto contre 11 pour Lima et 7 pour Bogota.
| \| Toronto \| Localisation de Toronto au Canada |
| Toronto                                         |